# 1908 en Belgique
Chronologie de la Belgique
- 1904
- 1905
- 1906
- 1907
- 1908
- 1909
- 1910
- 1911
- 1912

Cette page recense des événements qui se sont produits durant l'année 1908 en Belgique.

## Chronologie
- 9 janvier : installation du gouvernement Schollaert[1] (catholique).
- 2 mai : lancement du nouveau navire-école, l'Avenir.
- 24 mai : victoire du Parti catholique aux élections législatives.
- 15 novembre : transfert de l'État indépendant du Congo à la Belgique[1],[2].

## Culture

### Architecture

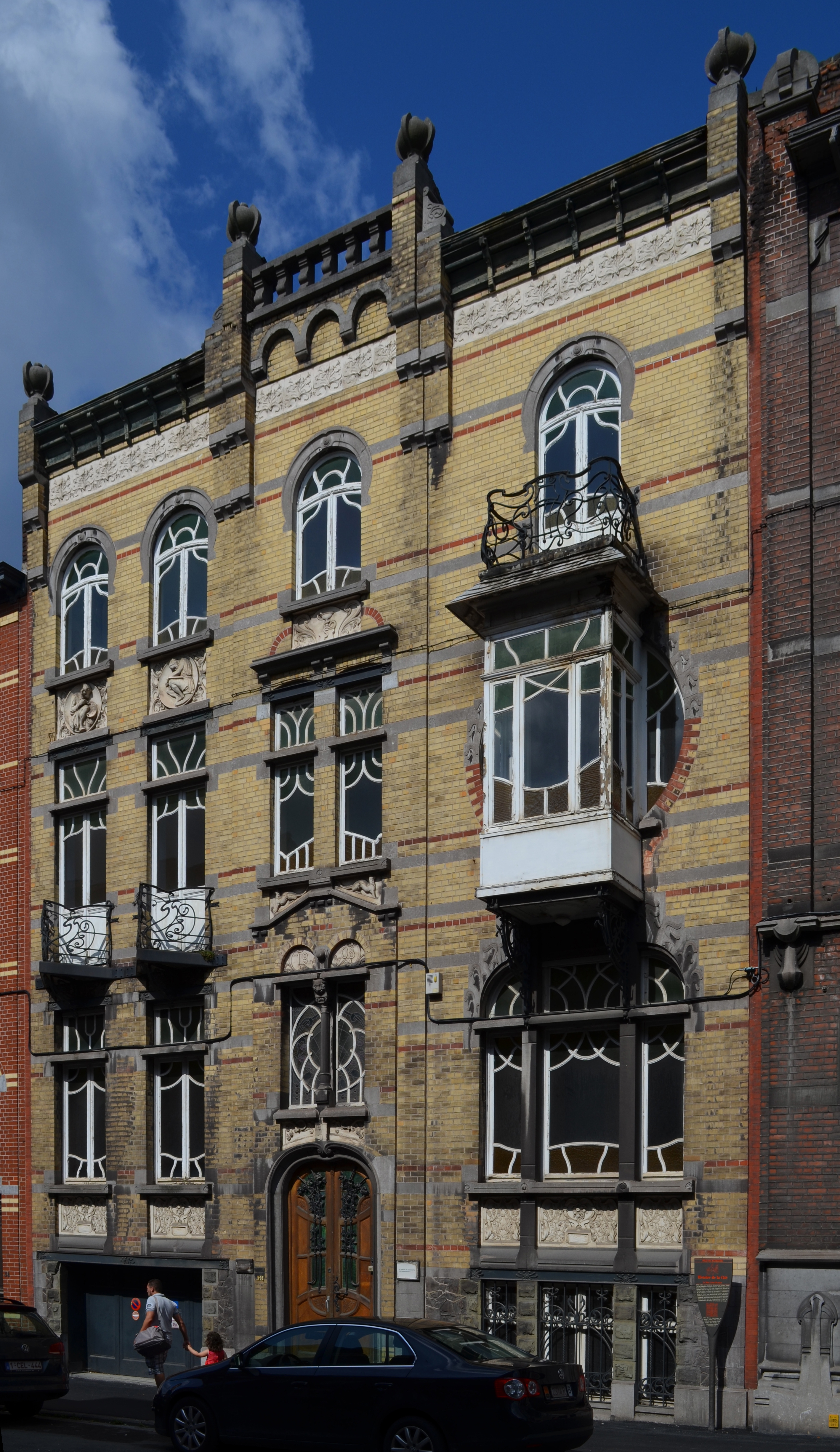
Maison des médecins à Charleroi (Art nouveau, François Giuannotte)

### Littérature
- L'Oiseau bleu, pièce de Maurice Maeterlinck[3].
- Le Sculpteur de masques, pièce de Fernand Crommelynck[4].

## Naissances
- 23 janvier : Stanislas-André Steeman, illustrateur et écrivain d'expression française († 15 décembre 1970).
- 28 juin : Hendrik Fayat, homme politique († 21 septembre 1997).
- 16 novembre : Sœur Emmanuelle, religieuse, petite sœur des pauvres († 20 octobre 2008).

## Décès
- 5 juin : Jef Lambeaux, sculpteur (° 14 janvier 1852).